# Stichobasis
Stichobasis é um gênero de mariposa pertencente à família Acrolophidae.